# 林哲宇
林哲宇（英語：Lin Che-Yu，1993年2月11日—），生於臺灣臺中市，是臺灣足球運動員，在足球場上職司中場，目前於日本筑波大學攻讀研究所，暫未有效力足球隊。

## 生平
林哲宇於1993年2月11日生於臺灣臺中市，最早接觸足球是在他就讀國小四年級時。國中時期，林哲宇就讀於臺中市南屯區的黎明國中，並且，才在國中一年級時，林哲宇的足球技巧便被巴西籍的足球教練迪多相中，也鼓勵他可以前往巴西就學，並磨練足球技術。其父親更曾向時任臺中市長胡志強請益相關學籍問題，然而最終因臺灣可能無法承認巴西學籍等多項因素最終無法成行。
高中時期，林哲宇就讀於擁有足球校隊勁旅的臺中市惠文高中，在惠文高中時，他加入到惠文高中的足球校隊中效力。於高中畢業後，選擇考取國立臺灣體育大學就讀，並於該校期間，加入到臺灣體大的足球校隊中。在臺體大中，林哲宇的背號是10號，是隊伍裡中場位置的主力球員，並且也是球隊中針對定位球的操刀手。
2012年全國城市足球聯賽中，林哲宇代表臺灣體大面對大同足球隊時替補上場，並在比賽第64分鐘時取得一顆進球，也使得終場臺灣體大以1:0取得勝利，並讓大同足球隊於該屆城市足球聯賽中首嘗敗績。
2015年5月，林哲宇獲得中華台北世大運代表隊總教練陳俊明的徵招，並隨隊前往南韓光州出戰2015年世界大學運動會，該次出賽也是中華台北首次參與世大運的男子足球項目。

## 職業生涯

### 俱樂部
林哲宇2015年自臺灣體大畢業後，因兵役問題而進入到臺灣國家運動選手訓練中心旗下的台灣國訓足球隊中效力，並隨隊參與全國城市足球聯賽。於國訓足球隊服役結束，目前林哲宇為攻讀碩士資格正於日本筑波大學就讀中。

### 國家隊
林哲宇代表中華臺北各年齡層出賽的經驗豐富，曾入選過中華臺北U16國家代表隊，隨隊出戰亞足聯U16少年錦標賽、中華臺北U19國家代表隊，隨隊出戰亞足聯U19青年錦標賽，以及中華台北奧運男子足球隊，並隨隊出戰2015年3月舉行的2016年亞足聯U23錦標賽資格賽。
首次入選中華台北男子足球代表隊是在林哲宇20歲生日剛過時，並隨隊前往菲律賓參與2013年菲律賓和平盃國際足球邀請賽，在10月11日面對主辦國菲律賓的比賽中，完成了入選代表隊以來的首秀。2014年再度獲得徵招出賽2014年菲律賓和平盃。

## 個人特色
林哲宇的慣用腳是左腳，是近期入選中華台北的球員中，除李茂以外，少數的左腳球員。

## 個人數據

### 國家隊代表次數
| 中華台北U23             | 中華台北U23 | 中華台北U23 | 中華台北U23 |
| 年度                    | 出賽        | 進球        | 參考        |
| ----------------------- | ----------- | ----------- | ----------- |
| 2015                    | 2           | 0           | [ 9 ]       |
| 總計                    | 2           | 0           | [ 9 ]       |
| 最後更新於2016年5月29日 |             |             |             |

| 中華台北                | 中華台北 | 中華台北 | 中華台北 |
| 年度                    | 出賽     | 進球     | 參考     |
| ----------------------- | -------- | -------- | -------- |
| 2015                    | 1        | 0        |          |
| 2016                    | 1        | 0        |          |
| 總計                    | 2        | 0        |          |
| 最後更新於2016年6月24日 |          |          |          |

## 資料來源
1. 1 2 3  . 足巢.   [2016-05-31]. （原始内容存档于2017-03-05） （中文（臺灣））.
2. 1 2 3  . 人間福報. 2008-06-02  [2016-05-31]. （原始内容存档于2017-03-05） （中文（臺灣））.
3. 1 2 3  . 中華民國足球協會. 2011-10-28  [2016-05-31]. （原始内容存档于2016-04-02） （中文（臺灣））.
4. 1 2  . 國立臺灣體育大學足球校隊官網.   [2016-05-31]. （原始内容存档于2016-03-04） （中文（臺灣））.
5. ↑  . 中華民國足球協會. 2012-07-22  [2016-05-31]. （原始内容存档于2016-07-01） （中文（臺灣））.
6. ↑  陳士勳. . SSU大專學生運動網. 2015-06-18  [2016-05-31]. （原始内容存档于2016-06-10） （中文（臺灣））.
7. ↑  . 中華民國足球協會. 2013-10-05  [2016-05-31]. （原始内容存档于2016-04-29） （中文（臺灣））.
8. ↑  . 東森新聞雲. 2014-08-07  [2016-05-31]. （原始内容存档于2017-03-05） （中文（臺灣））.
9. ↑  . AFC亞洲足球聯盟.   [2016-05-31]. （原始内容存档于2015-10-06） （中文（臺灣））.